# Máy chủ proxy

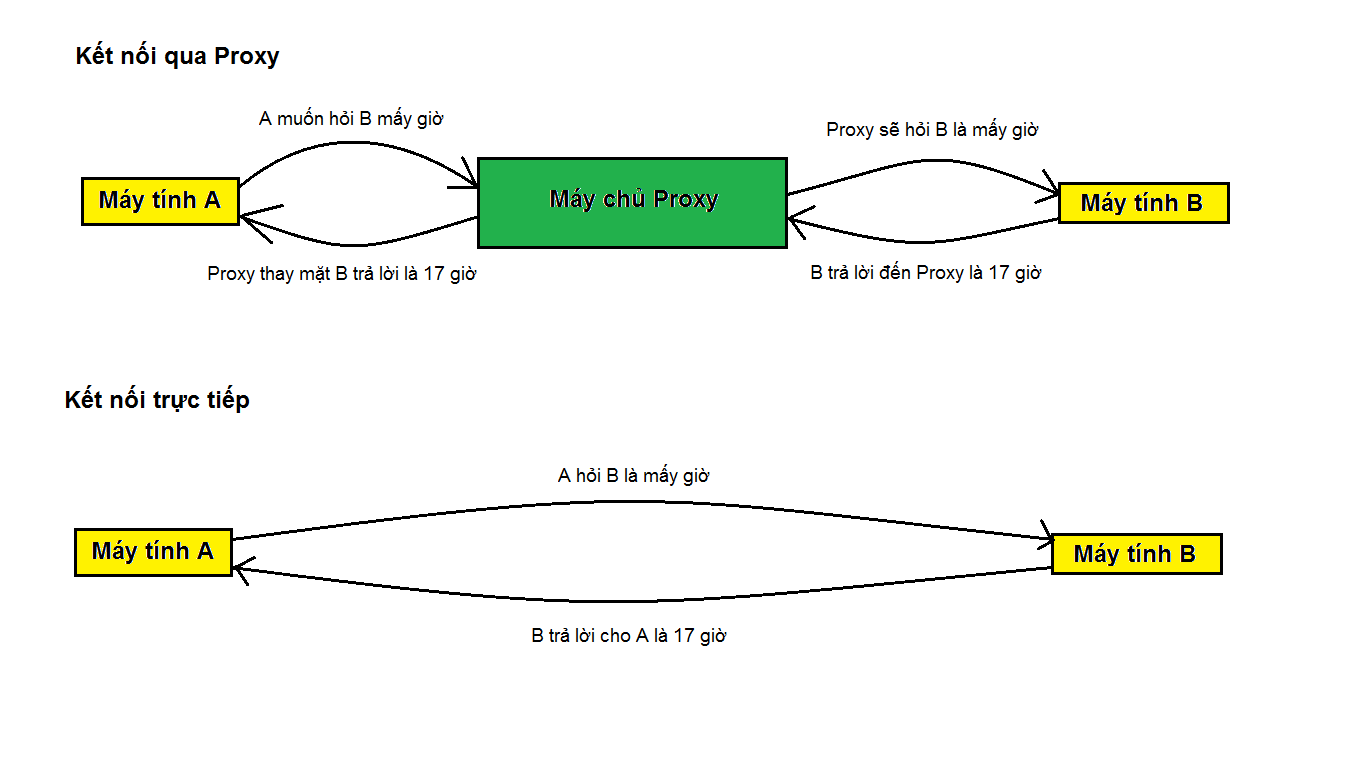
Minh họa về chức năng của Proxy. Khi hai máy tính liên lạc với nhau qua Proxy thì thông tin gửi đi ở từng máy đến máy kia sẽ được chuyển giao qua Proxy

Trong mạng máy tính, máy chủ proxy là một ứng dụng máy chủ đóng vai trò trung gian giữa máy khách yêu cầu tài nguyên và máy chủ cung cấp tài nguyên đó.
Thay vì kết nối trực tiếp với máy chủ có thể đáp ứng yêu cầu tài nguyên, chẳng hạn như tệp hoặc trang web, máy khách chuyển yêu cầu đến máy chủ proxy, máy chủ sẽ đánh giá yêu cầu và thực hiện các yêu cầu. Đây là một phương pháp để đơn giản hóa hoặc kiểm soát mức độ phức tạp của yêu cầu hoặc cung cấp các lợi ích bổ sung như quyền riêng tư hoặc bảo mật. Các proxy được tạo ra để thêm cấu trúc và đóng gói vào các hệ thống phân tán. Do đó, máy chủ proxy hoạt động thay mặt cho máy khách khi yêu cầu dịch vụ, có khả năng che dấu nguồn gốc thực sự của yêu cầu đối với máy chủ tài nguyên.

## Chức năng của proxy
Một số hãng hoặc công ty sử dụng proxy với mục đích: Giúp nhiều máy tính của công ty truy cập Internet thông qua một máy tính đại diện cùng với tài khoản truy cập nhất định, đại diện máy tính này được gọi là Proxy server. Chỉ duy nhất máy Proxy này cần modem và account truy cập Internet, các máy client (các máy trực thuộc) muốn truy cập Internet qua máy này chỉ cần nối mạng LAN tới máy Proxy và truy cập địa chỉ yêu cầu. Những yêu cầu của người sử dụng sẽ qua trung gian proxy server thay thế cho server thật sự mà người sử dụng cần giao tiếp, tại điểm trung gian này công ty kiểm soát được mọi giao tiếp từ trong công ty ra ngoài Internet và từ Internet vào máy của công ty. Sử dụng Proxy, công ty có thể cấm nhân viên truy cập những địa chỉ web không cho phép, cải thiện tốc độ truy cập nhờ sự lưu trữ cục bộ các trang web trong bộ nhớ của proxy server và giấu định danh địa chỉ của mạng nội bộ gây khó khăn cho việc thâm nhập từ bên ngoài vào các máy của công ty.
Đối với các nhà cung cấp dịch vụ đường truyền Internet: Do Internet có nhiều lượng thông tin mà theo quan điểm của từng quốc gia, từng chủng tộc hay địa phương mà các nhà cung cấp dịch vụ Internet khu vực đó sẽ phối hợp sử dụng proxy với kỹ thuật tường lửa để tạo ra một bộ lọc gọi là firewall proxy nhằm ngăn chặn các thông tin độc hại hoặc trái thuần phong mỹ tục đối với quốc gia, chủng tộc hay địa phương đó. Địa chỉ các website mà khách hàng yêu cầu truy cập sẽ được lọc tại bộ lọc này, nếu địa chỉ không bị cấm thì yêu cầu của khách hàng tiếp tục được gửi đi, tới các DNS server của các nhà cung cấp dịch vụ. Firewall proxy sẽ lọc tất cả các thông tin từ Internet gửi vào máy của khách hàng và ngược lại.

## Ý nghĩa của proxy
Proxy không chỉ có giá trị bởi nó làm được nhiệm vụ của một bộ lọc thông tin, nó còn tạo ra được sự an toàn cho các khách hàng của nó, firewall Proxy ngăn chặn hiệu quả sự xâm nhập của các đối tượng không mong muốn vào máy của khách hàng. Proxy lưu trữ được các thông tin mà khách hàng cần trong bộ nhớ, do đó làm giảm thời gian truy tìm làm cho việc sử dụng băng thông hiệu quả.
Proxy server giống như một vệ sĩ bảo vệ khỏi những rắc rối trên Internet. Một Proxy server thường nằm bên trong tường lửa, giữa trình duyệt web và server thật, làm chức năng tạm giữ những yêu cầu Internet của các máy khách để chúng không giao tiếp trực tiếp Internet. Người dùng sẽ không truy cập được những trang web không cho phép (bị cấm).
Mọi yêu cầu của máy khách phải qua Proxy server, nếu địa chỉ IP có trên proxy, nghĩa là website này được lưu trữ cục bộ, trang này sẽ được truy cập mà không cần phải kết nối Internet, nếu không có trên Proxy server và trang này không bị cấm, yêu cầu sẽ được chuyển đến server thật, DNS server... và ra Internet. Proxy server lưu trữ cục bộ các trang web thường truy cập nhất trong bộ đệm để giảm chi phí kết nối, giúp tốc độ duyệt web nhanh hơn.
Proxy server bảo vệ mạng nội bộ khỏi bị xác định bởi bên ngoài bằng cách mang lại cho mạng hai định danh: một cho nội bộ, một cho bên ngoài. Điều này tạo ra một "bí danh" đối với thế giới bên ngoài và gây khó khăn đối với nếu người dùng "tự tung tự tác" hay các hacker muốn xâm nhập trực tiếp máy tính nào đó.

## Cách sử dụng proxy hiệu quả
Do các proxy có quy mô bộ nhớ khác nhau và số lượng người đang sử dụng proxy nhiều-ít khác nhau, Proxy server hoạt động quá tải thì tốc độ truy cập Internet của khách hàng có thể bị chậm. Mặt khác một số website khách hàng có đầy đủ điều kiện nhân thân để đọc, nghiên cứu nhưng bị tường lửa chặn không truy cập được thì biện pháp đổi proxy để truy cập là điều cần thiết nhằm đảm bảo công việc. Do đó người sử dụng có thể chọn proxy server để sử dụng cho riêng mình. Có các cách chọn lựa cho người sử dụng. Sử dụng proxy mặc định của nhà cung cấp dịch vụ (Internet), trường hợp này người sử dụng không cần điền địa chỉ IP của proxy vào cửa sổ Internet option của trình duyệt trong máy của mình. Sử dụng proxy server khác (phải trả phí hoặc miễn phí) thì phải điền địa chỉ IP của proxy server vào cửa sổ Internet option của trình duyệt.